# Елагин, Василий Иванович
Василий Иванович Елагин (1743—после 1800) — русский военачальник, генерал от кавалерии.

## Биография
Родился в 1743 году.
В военную службу вступил в 1755 году.
Чины: генерал-майор с 1781 года, командовал войсками на Тамани, генерал-поручик с 1790 года, затем — генерал-лейтенант. При Павле I — генерал от кавалерии (с 29.11.1797).
24 октября 1775 года назначен командиром Рижского карабинерного полка. Командуя полком, 24 ноября 1780 года был произведён в бригадиры. 7 августа 1781 года был произведён в генерал-майоры и исключен из состава полка.
При императоре Павле I 10 января 1797 года в чине генерал-лейтенанта был назначен шефом Псковского драгунского полка. В период с 10.01.1797 по 10.02.1798 — шеф Псковского драгунского полка. 29 ноября 1797 года произведён в генералы от кавалерии.
Умер после 1800 года.

## Награды
- Орден Святого Владимира 2-й степени (21 апреля 1787)
- Орден Святого Георгия 4-й степени (№ 681; 26 ноября 1789).